# MS Allure of the Seas
Allure of the Seas – statek pasażerski, zbudowany na zamówienie amerykańskiego armatora Royal Caribbean International.  O 5 cm dłuższy od siostrzanego statku Oasis of the Seas.

## Budowa
Ten bardzo dużych rozmiarów statek zamówił amerykański armator Royal Caribbean International. Budowę rozpoczęto 2 grudnia 2008 roku w stoczni w Turku (Finlandia), zaś wodowanie statku odbyło się 20 listopada 2009 roku. Dziewiczy rejs miał miejsce 1 grudnia 2010 roku. Koszt budowy wyniósł 1,2 mld dolarów (800 milionów euro). Statek wyposażony jest w 6 silników Diesla o łącznej mocy 97 000 kW, a jego maksymalna prędkość to 22,6 węzła (41,8 km/h). Wysokość statku to 72 m powyżej linii wody, szerokość 66 m, a zanurzenie wynosi 9,1 m. Obiekt może zabrać 5400 (maksymalnie 6318) pasażerów i 2384 osób załogi. Allure of the Seas ma szesnaście pokładów.

## Wyposażenie
Podczas rejsu jest wiele możliwości spędzania czasu przez pasażerów statku. Goście Allure of the Seas mogą zagrać w golfa, uczęszczać na zajęcia z pilatesu, jogi, kick-boxingu, a także wspinać się na specjalnej ściance wspinaczkowej. Pasażerowie mogą również skorzystać z basenów, boisk sportowych, lodowiska i siłowni. Statek oferuje spa, gdzie goście mogą skorzystać z usług masażu, zabiegów pielęgnacyjnych, a także kąpieli w jacuzzi. Na statku znajdują się liczne sklepy wolnocłowe, restauracje, kawiarnie i drink bary. Wieczorami goście mają możliwość wybrać się do teatru, rewię na lodzie czy na dyskotekę oraz zagrać w kasynie. Do dyspozycji pasażerów statku są także salony fryzjerskie i kosmetyczne.
Oprócz samych atrakcji i usług na statku funkcjonuje przedszkole. Na jego pokładzie – z myślą o dzieciach – znajduje się również m.in. aquapark. Starsze dzieci mogą uczęszczać na warsztaty z tworzenia biżuterii oraz scrapbookingu.
W godzinach wieczornych na rufie statku można obserwować pokazy typu światło-dźwięk (AquaTheaters). Wzdłuż pokładu znajdują się dwie szerokie promenady otoczone plażami, natomiast w innych miejscach otoczone zielenią, które w centralnej części zostały połączone Central Parkiem – terenem wielkości boiska piłkarskiego, pełnym drzew i krzewów.

## Galeria

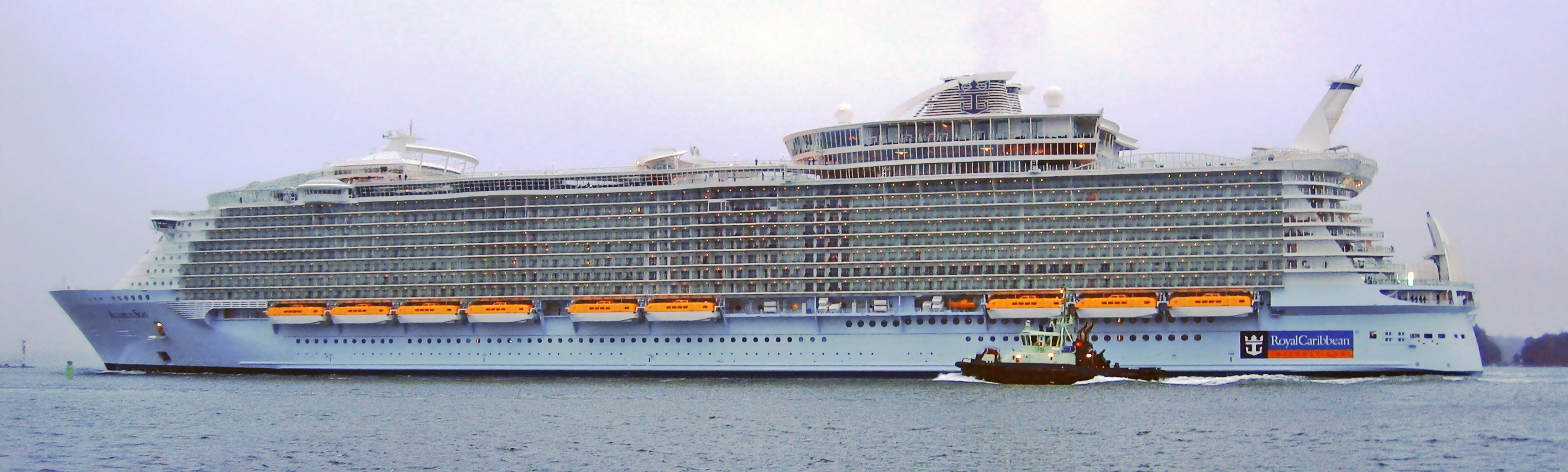
Allure of the Seas opuszczający stocznię STX (Turku)
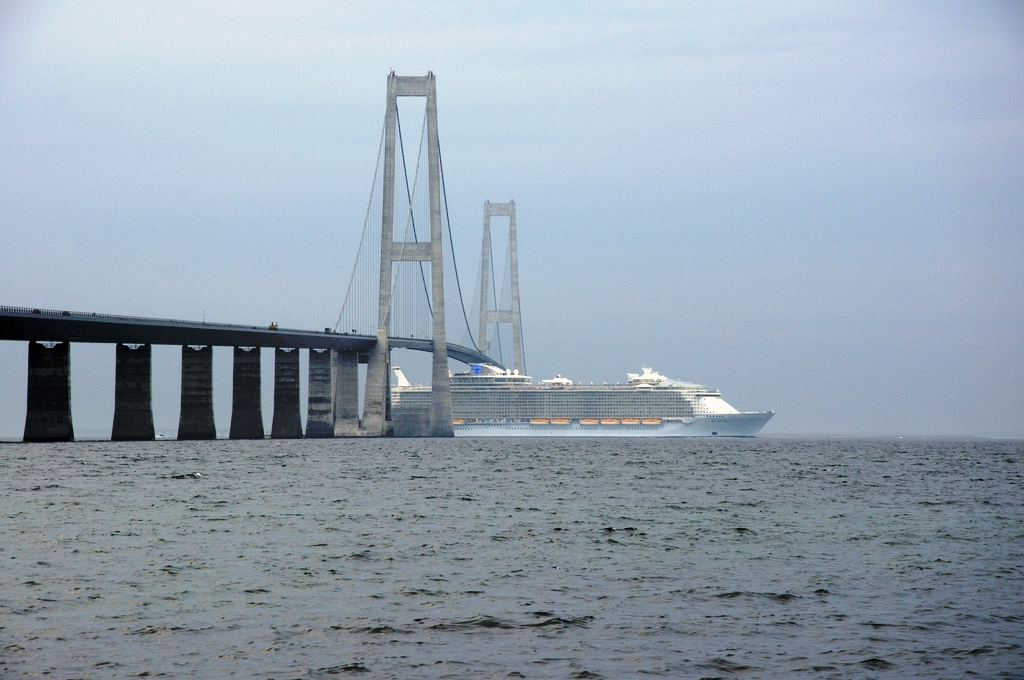
Allure of the Seas przepływający pod mostem nad Wielkim Bełtem
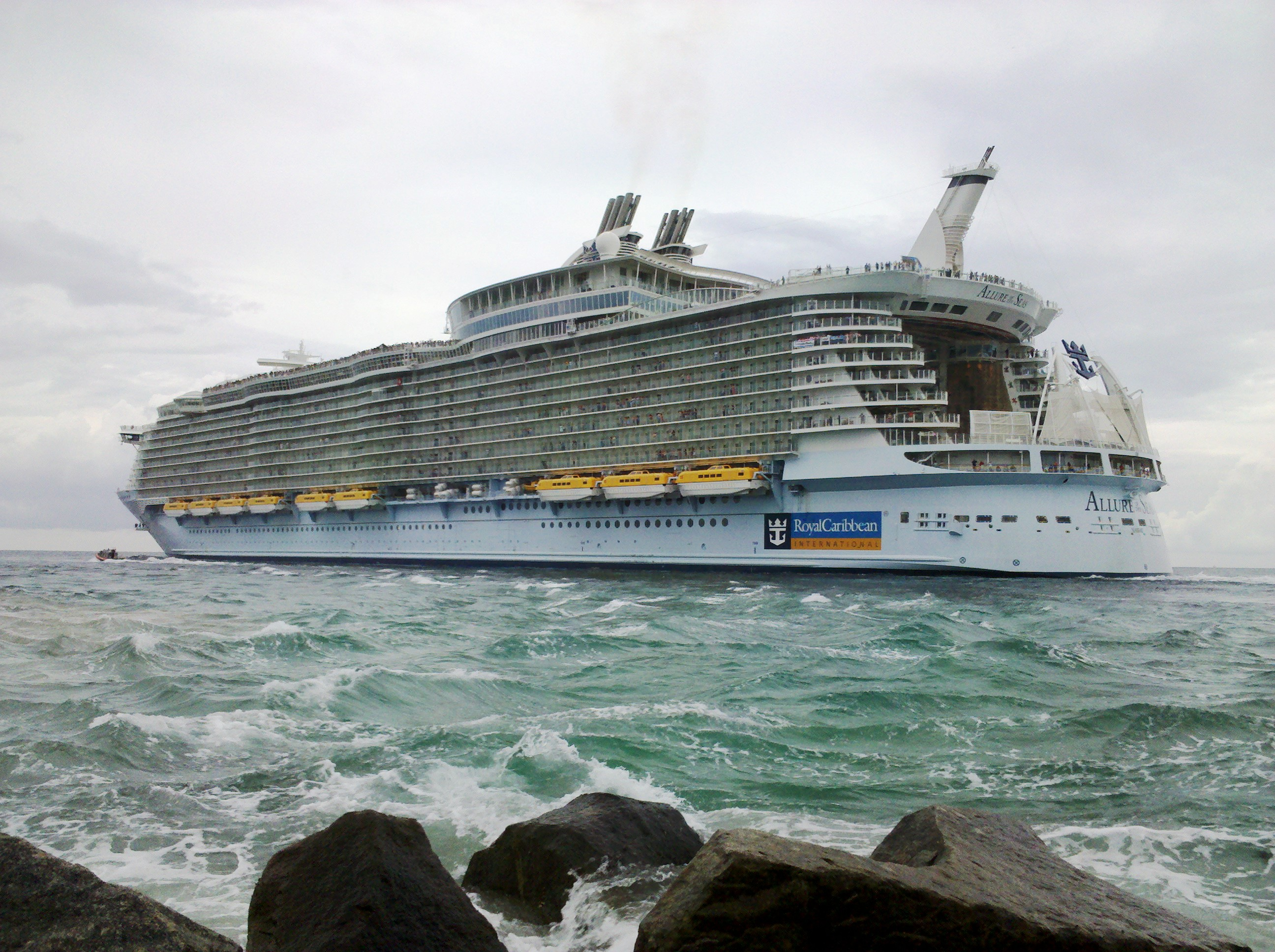
Allure of the Seas opuszczający port morski Everglades
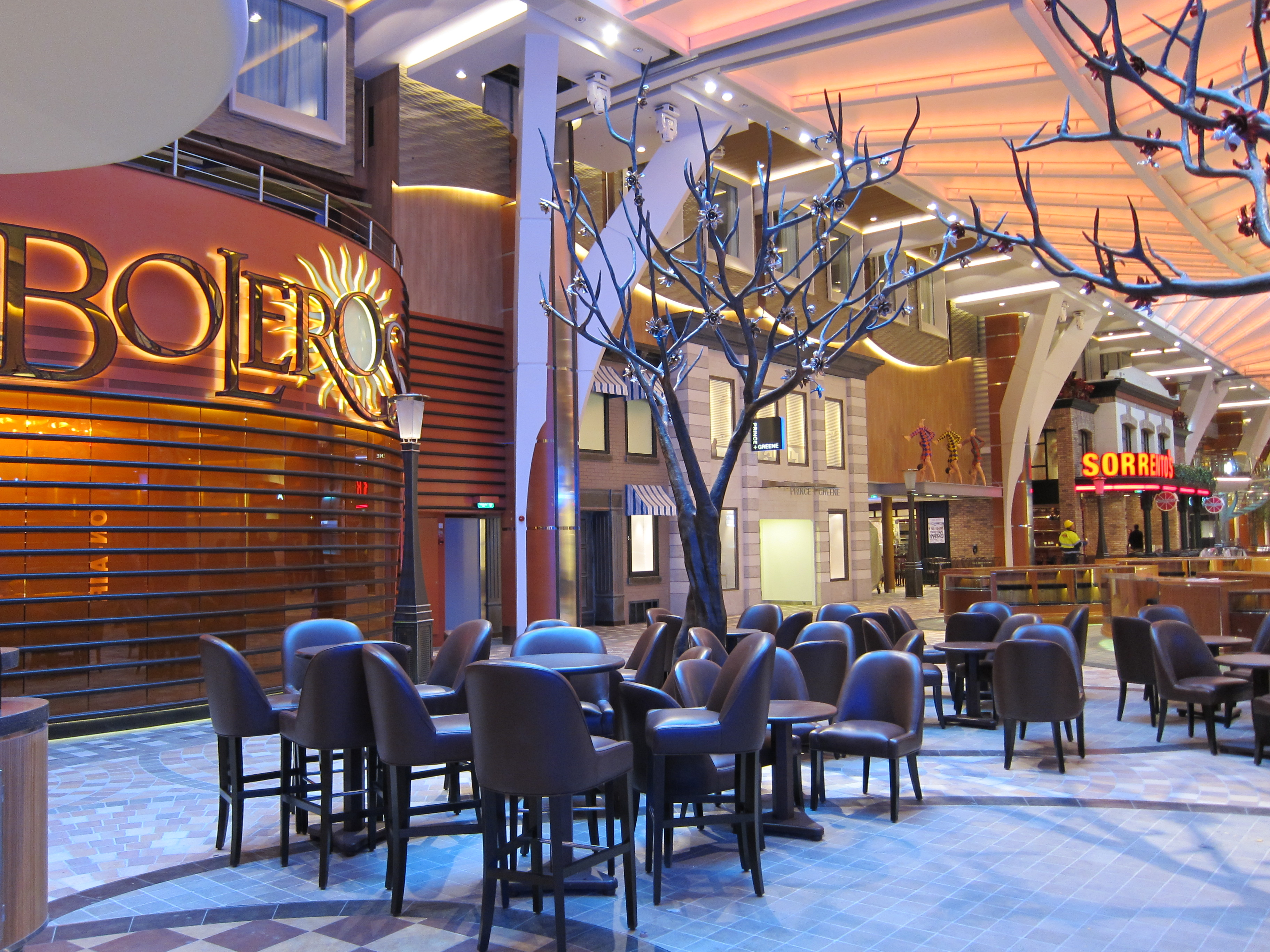
Royal Promenade